# Витторини, Элио
Элио Витторини (итал. Elio Vittorini; 1908—1966) — итальянский писатель, критик, исследователь английской, американской и испанской литератур. Переводил и популяризировал в Италии сочинения Э. Хемингуэя и У. Фолкнера. Также переводил сочинения Даниэля Дефо, Э. По, Дж. Стейнбека, Д. Г. Лоуренса и С. Моэма.

## Биография
Изначально придерживался профашистских взглядов. в 1941 г. участвовал в Веймарском собрании поэтов, где была основана прогерманская Европейская ассоциация писателей.
В 1934 году его роман «Красная гвоздика» был запрещён цензурой; в 1937 году он осудил помощь Италии франкистам в гражданской войне в Испании, за что был исключён из Национальной фашистской партии.
В 1936 г. Витторини начал писать антифашистский роман «Сицилийские беседы», журнальная публикация которого в 1938—1939 гг. столкнулась с цензурой; подстраиваясь под неё, он не выражал критику фашизма прямо, но от лица персонажей критиковал основные принципы официальной идеологии. В 1942 году, издав роман, был вызван на допросы, после чего подвергся заключению в 1943 году. Во время войны работал в прессе Сопротивления, на основе своего опыта написал роман «Люди и нелюди».
Ближе к концу Второй мировой войны вступил в Итальянскую коммунистическую партию. В 1945 году на краткое время он был редактором партийной газеты «Унита» (L’Unità).
Автор книг «Мелкая буржуазия» («Piccola borgheesia», 1931), «Сицилийские беседы» («Conversazioni in Sicilia», 1941), «Люди и нелюди» («Uomini e no», 1945). Роман «Люди и нелюди» посвящён движению Сопротивления.
Советское вторжение в Венгрию 1956 г. глубоко потрясло его, и впоследствии он выдвигался как кандидат от Итальянской социалистической партии.
Художественное творчество Э. Витторини и его журналистская деятельность оказали большое влияние на культурную жизнь страны, особенно на развитие послевоенной итальянской неореалистической прозы.

## Сочинения
- Piccola borghesia, Edizione Solaria, Firenze, 1931
- Nei morlacchi, Tip. F.lli Parenti, Firenze, 1936
- Conversazione in Sicilia , Bompiani, Milano, 1941
- Nome e lagrime, Bompiani, Milano, 1945
- Uomini e no, Bompiani, Milano, 1946
- Il Sempione strizza l’occhio al Frejus, Bompiani, Milano, 1947
- Il garofano rosso, Mondadori, Milano, 1948
- Le donne di Messina, Bompiani, Milano, 1949
- Sardegna come infanzia, Mondadori, Milano, 1952
- Erica e i suoi fratelli, Bompiani, Milano, 1956
- La garibaldina, Bompiani, Milano, 1956
- Le città del mondo, Einaudi, Torino, 1969

## Русские переводы
- Эрика. «Иностранная литература», 1960. № 9.
- Моя война, в кн.: Итальянская новелла XX века, М., 1969.
- Сицилийские беседы./ Пер. с итал. С. Ошерова. Предисл. Б. Можаева.- М.: Известия, 1983.-128 с. (Библиотека журнала «Иностранная литература»)